# Церква Святої Марії Магдалини (Шулявка)

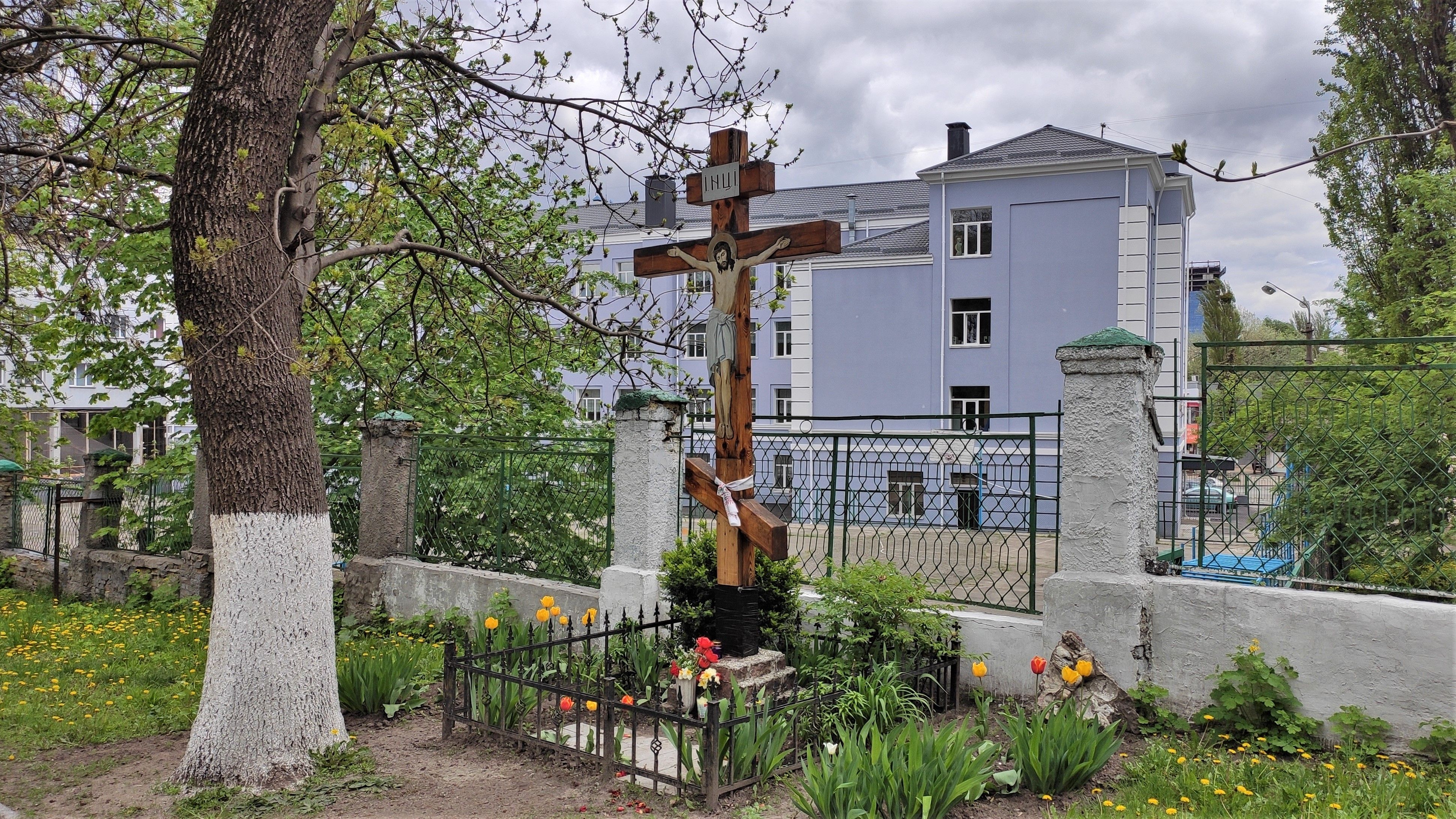
Меморіальний хрест поряд з місцем знищеної церкви

Це́рква Святої Марі́ї Магдали́ни — церква у Києві, в місцині Шулявка, збудована у 1885—1887 роках та зруйнована 1935 року. Церква стояла приблизно на місці сучасного фізико-математичного ліцею № 142 (вул. Політехнічна, 2), за спортивним майданчиком якого за часів незалежності встановили пам'ятний хрест.

## Історія
Друга половина XIX століття — час активного розвитку Шулявки. Однак саме тоді дуже гострою постала проблема відсутності власного храму, населення Шулявки було змушене відвідувати досить віддалену церкву Іоана Златоуста на Галицькій площі. Місцеві мешканці почали збирати гроші на будівництво парафіяльної церкви.
1883 року Духовна консисторія дала дозвіл на спорудження церкви. Швидкому спорудженню церкви посприяла наполегливість міського голови Івана Толлі. Він зробив велику пожертву на зведення церкви Благовіщення на Паньківщині, а 18000 рублів, зібрані раніше громадою для будівництва цієї церкви, виділити для побудови храму на Шулявці. У клопотанні на ім'я митрополита Платона в червні 1885 року міський голова повідомляв, що церква на Шулявці названа ім'ям Рівноапостольної Марії Магдалини — святої покровительки Государині Імператриці Марії Федорівни, дружини тогочасного імператора Олександра III).
У 1885 році почалося будівництво церкви. Після його початку надійшло ще одне значне пожертвування — від цукрозаводчика Миколи Терещенка. Проєкт церкви склав архітектор В. Ніколаєв, керував роботами інженер-полковник Вадим Катеринич, який відмовився від платні за свою роботу. Церкву освятили навесні 1887 року, присвятивши її зведення пам'яті попередньої імператриці Марії Олександрівни, а також пам'яті «мученицької смерті Олександра II». Також у церкві був облаштований бічний приділ на честь святих Іоакима та Анни, біля церкви незабаром виник невеликий цвинтар, де, зокрема, були поховані кілька професорів Політехнічного інституту, розташованого поруч.

### Знищення церкви
За радянських часів церкву Святої Марії Магдалини передали громаді «обновленців», а наприкінці 1931 року храм закрили з метою реконструювати його будівлю під приміщення наукового інституту автотракторної промисловості. У квітні 1935 року біля церкви почалося будівництво школи, в рамках якого церковну будівлю розібрали (таким чином церква Святої Марії Магдалини розділила долю своєї ровесниці — Благовіщенської церкви, зруйнованої в тому ж році також задля будівництва школи). Цвинтар при церкві також знищили, могили перенесені на Лук'янівське кладовище.
За незалежної України підіймалося питання про відбудову церкви, але станом на 2021 рік так нічого і не було зроблено.

## Архітектура
Церква Святої Марії Магдалини була зведена у поширеному тоді «російсько-візантійському» стилі з елементами історизму, з гарною прибудованою дзвіницею, що мала шатрове завершення.
Будівля церкви була у плані хрещатою, завершувалася масивним восьмигранним світловим барабаном із приземкуватою цибулястою банею, оточеною чотирма глухими невеликими барабанами з цибулястими баньками. Фасади були оздоблені цегляними декоративними елементами: кокошниками, півколонками, карнизами, хрестами тощо. Апсида була п'ятигранною, із склепінчастим перекриттям, бічні вівтарі на південному та північному фасадах — прямокутними у плані, увінчаними напівсферичними банями зі шпилями. На західному фасаді церкви розташовувалася прибудована триярусна дзвіниця, що мала шатрове завершення із люкарнами, віконні отвори на її останньому, дзвоновому ярусі були виконані у вигляді біфорія. Інтер'єр церкви прикрашали необароковий одноярусний іконостас із лучкоподібним фронтоном та стінні розписи в російському стилі.
Церква домінувала у забудові одноповерхової Шулявки, була її окрасою.

## Настоятелі до 1920 року
- свящ. Порфирій Ієрофейович Янковський (1887—1903);
- прот. Никандр Колпіков (1904—1905);
- свящ. Олександр Черняховський (1906—1920).